# Елинпелински говор
Елинпелинският говор е български диалект, говорен в района на източната част на Софийското поле. На север той граничи с врачанския говор, на североизток и изток с ботевградския, на юг със самоковския, a на запад със софийския, като границата между тях върви по течението на р. Искър. Съществува тенденция особеностите на елинпелинския говор да изместват особеностите на софийския говор. Затова селата в северните поли на Витоша Бояна и Владая, които в миналото са били в обсега на софийския ъ-говор, днес са в обсега на елинпелинския а-говор.

## Характерни особености
- Гласна a вместо стб. ѫ, ъ и ь: маш, кàшта; даш, сан, мàгла, тàнок.
- Сричкообразуващи р, л: бр̥̀до, кр̥̀па, мр̥̀таф, пр̥̀во, вл̥̀к, вл̥̀на, зл̥̀ва, жл̥тѝца.
- Окончание -а за 1 л. ед. ч. сег. време при глаголите от I и II спрежение: пѝша, чèта, нòса, òда.
- Частици за образуване на бъдеще време ше, к’е и к’y: ше чèта, ше òда, ше пѝше; к’е òда, к’е пѝше; к’у чèта, к’у òда.
- Контрахирани глаголни форми на -ая, -ея, които са минали към III спрежение: ѝграм (играя), кòпам (копая), мòтам, вèнчам (венчая), л’ỳл’ам (люлея).

В говора на някои села, като Чепинци, Локорско, Негован и др., частицата за бъдеще време е к’у само в 1 л. ед. число, a в останалите лица на ед. и мн. число е ше: к’у нòса, ше нòсиш, ше нòсиме, ше нòсат. Същото редуване се среща и при глагола к’у (искам) и нèк’у (не искам): йà к’у, тѝ штèш, òн штè, онѝ штàт; йà нèк’у да ѝграм, тѝ не штèш да ѝграш, òн не штè да ѝгра, онѝ не штàт да ѝграт.